# TOKYO BEAT
『TOKYO BEAT』（トーキョー・ビート）は、田原俊彦の16枚目のオリジナル・アルバム。1989年5月17日に、ポニーキャニオン / NAVから発売された。

## 背景
前作『Dancin'』から約1年ぶりのオリジナル・アルバムで、1か月前にリリースされたシングル「ごめんよ 涙」は未収録となっている。

## リリース
1989年5月17日に、ポニーキャニオンのNAVレーベルから、LPレコードとCT、CDの3形態で発売された。

## 批評
| 専門評論家によるレビュー | 専門評論家によるレビュー |
| レビュー・スコア         | レビュー・スコア         |
| 出典                     | 評価                     |
| ------------------------ | ------------------------ |
| CDジャーナル             | 肯定的                   |

『CDジャーナル』は、「ダンス・ビートの『“め”いっぱい純愛』とスローの『帰らないで』だけ聞けば、あとは同じ主題の繰り返し。なのに演奏時間いっぱい、歌謡曲歌手ならではのはなやかさ、たんのうさせてくれるのだから、ほんと今のトシちゃんてスター。しかもクサくない。」と肯定的な評価をしている。

## 収録曲

### LPレコード/CT
| #         | タイトル                 | 作詞      | 作曲      | 編曲                                           | 時間  |
| --------- | ------------------------ | --------- | --------- | ---------------------------------------------- | ----- |
| 1.        | 「“め”いっぱい純愛」     | 松井五郎  | 都志見隆  | 新川博 コーラスアレンジ: 都志見隆              | 4:03  |
| 2.        | 「ただよって」           | 松本一起  | 都志見隆  | 新川博 コーラスアレンジ: 都志見隆              | 5:32  |
| 3.        | 「迷宮の夏たち」         | 森浩美    | 筒美京平  | 新川博 コーラスアレンジ: 荒木真樹彦            | 4:31  |
| 4.        | 「宝の山」               | 松本一起  | 羽田一郎  | キタロー & 羽田一郎 コーラスアレンジ: 吉川智子 | 4:48  |
| 5.        | 「喧嘩するほど恋がいい」 | 松井五郎  | 羽田一郎  | キタロー コーラスアレンジ: 吉川智子            | 3:34  |
| 合計時間: | 合計時間:                | 合計時間: | 合計時間: | 合計時間:                                      | 22:28 |

| #         | タイトル               | 作詞      | 作曲       | 編曲                                             | 時間  |
| --------- | ---------------------- | --------- | ---------- | ------------------------------------------------ | ----- |
| 1.        | 「TOKYOビート」        | 松井五郎  | 荒木真樹彦 | 新川博 & 荒木真樹彦 コーラスアレンジ: 荒木真樹彦 | 4:45  |
| 2.        | 「どーしょうもない」   | 松井五郎  | 荒木真樹彦 | 新川博 & 荒木真樹彦 コーラスアレンジ: 荒木真樹彦 | 4:03  |
| 3.        | 「夜の都」             | 松本一起  | 久保田利伸 | 柿崎洋一郎 & キタロー コーラスアレンジ: 吉川智子 | 4:52  |
| 4.        | 「Do you wanna kiss?」 | 森浩美    | 久保田利伸 | キタロー & 羽田一郎 コーラスアレンジ: 吉川智子   | 4:55  |
| 5.        | 「帰らないで」         | 森浩美    | 筒美京平   | 新川博 コーラスアレンジ: 荒木真樹彦              | 3:56  |
| 合計時間: | 合計時間:              | 合計時間: | 合計時間:  | 合計時間:                                        | 22:31 |

### CD
| #         | タイトル                 | 作詞      | 作曲       | 編曲                                             | 時間  |
| --------- | ------------------------ | --------- | ---------- | ------------------------------------------------ | ----- |
| 1.        | 「“め”いっぱい純愛」     | 松井五郎  | 都志見隆   | 新川博 コーラスアレンジ: 都志見隆                | 4:03  |
| 2.        | 「ただよって」           | 松本一起  | 都志見隆   | 新川博 コーラスアレンジ: 都志見隆                | 5:32  |
| 3.        | 「迷宮の夏たち」         | 森浩美    | 筒美京平   | 新川博 コーラスアレンジ: 荒木真樹彦              | 4:31  |
| 4.        | 「宝の山」               | 松本一起  | 羽田一郎   | キタロー & 羽田一郎 コーラスアレンジ: 吉川智子   | 4:48  |
| 5.        | 「喧嘩するほど恋がいい」 | 松井五郎  | 羽田一郎   | キタロー コーラスアレンジ: 吉川智子              | 3:34  |
| 6.        | 「TOKYOビート」          | 松井五郎  | 荒木真樹彦 | 新川博 & 荒木真樹彦 コーラスアレンジ: 荒木真樹彦 | 4:45  |
| 7.        | 「どーしょうもない」     | 松井五郎  | 荒木真樹彦 | 新川博 & 荒木真樹彦 コーラスアレンジ: 荒木真樹彦 | 4:03  |
| 8.        | 「夜の都」               | 松本一起  | 久保田利伸 | 柿崎洋一郎 & キタロー コーラスアレンジ: 吉川智子 | 4:52  |
| 9.        | 「Do you wanna kiss?」   | 森浩美    | 久保田利伸 | キタロー & 羽田一郎 コーラスアレンジ: 吉川智子   | 4:55  |
| 10.       | 「帰らないで」           | 森浩美    | 筒美京平   | 新川博 コーラスアレンジ: 荒木真樹彦              | 3:56  |
| 合計時間: | 合計時間:                | 合計時間: | 合計時間:  | 合計時間:                                        | 44:59 |

## 参加ミュージシャン
- Drums : 長谷部徹, 秋山浩一
- Bass : 松原秀樹, キタロー, 青木智仁
- Keyboards : 杉山卓夫, 柿崎洋一郎, 新川博 Solo on “TOKYOビート and 帰らないで”
- Guitar : 羽田一郎 Solo on “喧嘩するほど恋がいい”, 角田順, 松原正樹
- Chorus : 吉川智子“AMAZONS”, 斉藤久美“AMAZONS”, 大滝裕子“AMAZONS” By The Courtesy CBS/SONY RECORDS, 荒木真樹彦, 都志見隆
- Trumpet Solo : 数原晋 “TOKYOビート”
- Trombone Solo : 村上こうよう “Do you wanna kiss?”
- Tb Section : 西山健治
- Soprano Sax : 土岐英史 “夜の都”

Reeds : Jake, H. Concepcion
- Synth.Operater : Fujii“Matto”Masatoh